# Gaer
Gaer är en stadsdel och community i staden Newport i Wales, Storbritannien. 